# Naakt kalkkopje
Het naakt kalkkopje (Physarum nudum) is een slijmzwam behorend tot de familie Physaraceae. Het leeft saprotroof op hout van naaldbomen en struiken.

## Verspreiding
In Nederland komt het zeer zeldzaam voor. 